# Parlement provincial de Prusse-Orientale
De 1878 à 1933, le parlement provincial de la province de Prusse-Orientale représente la population de Prusse-Orientale. Son siège est Königsberg.

## Histoire
Jusqu'en 1878 la province de Prusse existe avec le parlement provincial de Prusse. En 1878, la province est divisée en Prusse-Occidentale et Orientale. Le Parlement provincial de Prusse-Orientale et l'administration provinciale de Prusse-Orientale (de) sont donc créés pour la Prusse-Orientale. Le 13 juin 1877, les députés de Prusse-Occidentale et Orientale s'accordent sur les modalités du partage. Le premier parlement provincial de Prusse-Orientale se réunit du 2 au 6 avril 1878. Il se réunit ensuite une fois par an, même si la loi ne l'oblige qu'à se réunir tous les deux ans. Un comité provincial est élu pour le temps entre les assemblées d'État, qui se sont réunis environ 12 fois par an.

### Dans la République de Weimar
Après la Révolution de novembre, des élections locales ont lieu pour la première fois en février 1919 avec des élections libres et égales. Le SPD est sorti de ces élections comme la force la plus puissante. Selon les élections partielles prévues au parlement provincial, sa composition change de manière significative. Les députés de Memel et Memel-Campagne perdent leurs mandats à la suite du traité de Versailles.
La "loi relative aux élections aux parlements des arrondissements et aux parlements provinciaux" du 3 décembre 1920 introduit l'élection directe des députés du parlement provincial. Les 86, puis 87 sièges sont répartis entre les trois districts de Gumbinnen, Königsberg et Allenstein en fonction du nombre d'habitants. Les élections se sont déroulées selon le principe de la représentation proportionnelle, en tant qu'élections libres et égales. Les partis déposent des listes de district. Lors du dépouillement, celles-ci sont additionnées au niveau de la circonscription administrative et les sièges sont répartis par parti et par circonscription administrative selon le principe de la représentation proportionnelle. Les sièges de chaque parti dans la circonscription administrative sont alors attribués aux candidats qui ont obtenu le plus grand nombre de voix sur leur liste de circonscription. Cela désavantage les petits arrondissements et fait que le représentant de l'arrondissement ne doit pas nécessairement être issu des rangs des partis qui y sont les plus forts.
Après la création du corridor de Dantzig, l'ancien district de Marienwerder est partiellement rattaché à la province de Prusse-Orientale le 1er juillet 1922, avec quelques arrondissements de l'ancien district de Dantzig (Elbing et Marienbourg (de)), en tant que district de Prusse-Occidentale dont le siège est à Marienwerder. En conséquence, le parlement provincial de  Prusse-Orientale est complété par la loi du 23 juillet 1921 sur le droit de vote des députés provinciaux des arrondissements de Prusse-Occidentale au parlement provincial de Prusse-Orientale par les députés de ces territoires. La loi électorale pour les parlements provinciaux et les parlements d'arrondissement du 7 octobre 1925 n'entraîne que des modifications mineures. À partir de 1925, le parlement provincial compte 87 députés.

### Prise du pouvoir et fin du parlement provincial
La prise du pouvoir par les nationaux-socialistes en 1933 signifiait également la fin du parlement provincial. Avec la loi sur le transfert de compétences des parlements provinciaux (régionaux), ... aux commissions provinciales (régionales), ... du 17 juillet 1933 le parlement provincial perd ses fonctions, et avec la loi sur l'extension des compétences du haut président (loi sur le haut président) du 15 décembre 1933, il est stipulé : "Les parlements provinciaux, les comités provinciaux et les commissions provinciales sont dissoutes. Il n'y aura pas de nouvelle formation".

## Siège

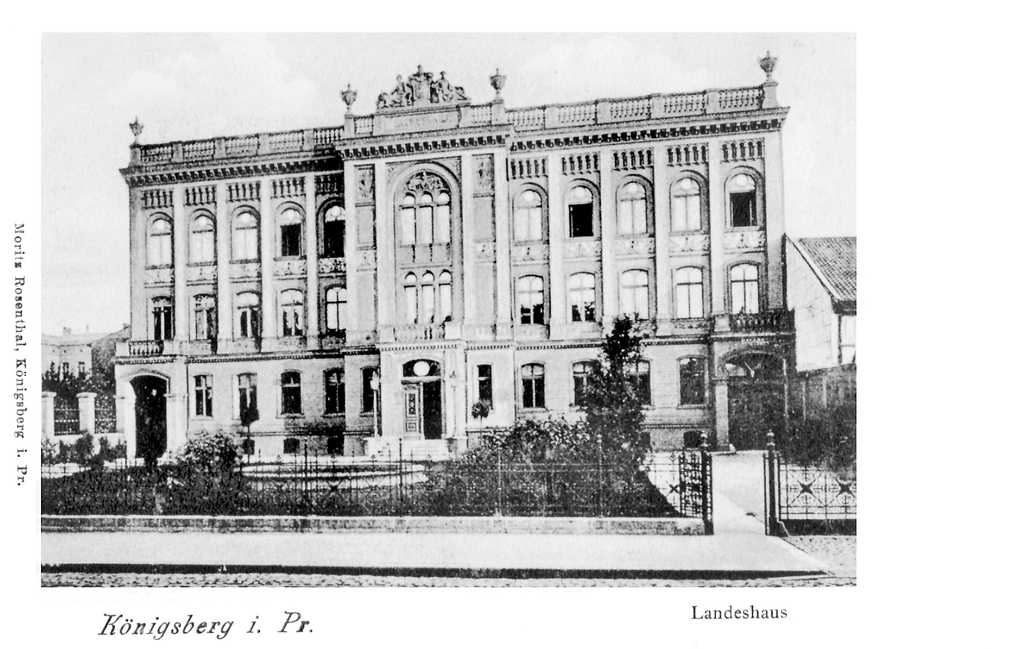
Bâtiment d'État

Le parlement provincial de Prusse-Orientale a son siège à Königsberg dans le bâtiment d'État que l'officier du bâtiment d'État Krah a construit en 1878 dans le parc de Dönhoffschen Grund. Le bâtiment est détruit lors des raids aériens britanniques sur Königsberg fin août 1944.

## Personnalités

### Président du parlement provincial
- Kurt von Saucken-Tarputschen (de) 1877-1878 (président des représentants de la Prusse-Orientale au parlement d'État encore commun)

- Friedrich von Berg (1919-1932)
- Erich Koch (1933)

### Conseil d'État prussien
Dans la République de Weimar, le Parlement provincial de Prusse-Orientale élit cinq députés au Conseil d'État prussien. Ces derniers sont :
| Nr. | Député                          | Parti   | Mandat                          | Suppléant                                                       | Parti    | Mandat                                                                        |
| --- | ------------------------------- | ------- | ------------------------------- | --------------------------------------------------------------- | -------- | ----------------------------------------------------------------------------- |
| 1   | Wilhelm von Gayl                | AG      | Mai 1921 à avril 1933           | Gerhard von Negenborn (de) Paul Firley (de) Erich Berneick (de) | AG AG WP | Mai 1921 à février 1926 Février 1926 à janvier 1930 Janvier 1930 à avril 1933 |
| 1   | Hans Schreiber (de)             | NSDAP   | Avril au 10 juillet 1933        | Adolf Kuhlemann (de)                                            | NSDAP    | Avril au 10 juillet 1933                                                      |
| 2   | Felix Heumann (de)              | AG      | Mai 1921 à janvier 1930         | Ernst Hoffmann (de) Max von Ruperti (de)                        | AG AG    | Mai 1921 à février 1926 Février 1926 à janvier 1930                           |
| 2   | Erich Fueß (de)                 | AG      | Janvier 1930 à avril 1933       | Horst von Restorff (de)                                         | AG       | Janvier 1930 à avril 1933                                                     |
| 2   | Hans-Bernhard von Grünberg (de) | NSDAP   | Avril au 10 juillet 1933        | Bogislav von Dönhoff (de)                                       | NSDAP    | Avril au 10 juillet 1933                                                      |
| 3   | Paul Küßner (de)                | Zentrum | Mai 1921 à février 1926         | Hubert Hönnekes (de)                                            | Zentrum  | Mai 1921 à février 1926                                                       |
| 3   | Horst von Restorff (de)         | AG      | Février 1926 à janvier 1930     | Gerhard von Negenborn (de)                                      | AG       | Février 1926 à janvier 1930                                                   |
| 3   | Felix Heumann (de)              | AG      | Janvier 1930 au 9 juin 1932     | Paul Stettiner (de)                                             | AG       | Janvier 1930 au 23 juin 1932                                                  |
| 3   | Paul Stettiner (de)             | AG      | 23 juin 1932 à avril 1933       | Max von Ruperti (de)                                            | AG       | 23 juin 1932 à avril 1933                                                     |
| 3   | Hans Krause (de)                | NSDAP   | Avril au 10 juillet 1933        | Ernst Speidel (de)                                              | NSDAP    | Avril au 10 juillet 1933                                                      |
| 4   | Gustav Neumann (de)             | SPD     | Mai 1921 à février 1926         | Willy Scholz (de)                                               | SPD      | Mai 1921 à février 1926                                                       |
| 4   | Albert Borowski (de)            | SPD     | Février 1926 à janvier 1930     | Curt Immisch (de)                                               | DDP      | Février 1926 à janvier 1930                                                   |
| 4   | Friedrich Larssen (de)          | SPD     | Janvier 1930 au 20 mars 1932    | August Quallo (de)                                              | SPD      | Janvier 1930 au 20 mai 1932                                                   |
| 4   | August Quallo (de)              | SPD     | 20 mai 1932 à avril 1933        | Max Wardin (de)                                                 | SPD      | 20 mai 1932 à avril 1933                                                      |
| 4   | Erich Fuchs (de)                | NSDAP   | Avril au 10 juillet 1933        | Waldemar Braun (de)                                             | NSDAP    | Avril au 10 juillet 1933                                                      |
| 5   | Friedrich Seemann (de)          | SPD     | Février 1926 au 26 janvier 1928 | Gustav Sauf (de)                                                | KPD      | Février 1926 au 26 janvier 1928                                               |
| 5   | Gustav Sauf (de)                | KPD     | 26 janvier à janvier 1930       | k.N.                                                            |          |                                                                               |
| 5   | Albert Borowski (de)            | SPD     | Janvier 1930 à avril 1933       | Curt Immisch (de) Franz Donalies (de)                           | DStP SPD | Janvier 1930 au 31 mars 1931 27 avril 1931 à avril 1933                       |
| 5   | Erich Zerahn (de)               | NSDAP   | Avril au 10 juillet 1933        | Anton Lingk (de)                                                | Zentrum  | Avril au 10 juillet 1933                                                      |

### Reichsrat
Pas le parlement provincial Prusse-Orientale directement, mais le comité provincial élu par lui élit un membre au Reichsrat de la République de Weimar. De 1921 à 1933, il s'agit de Wilhelm von Gayl (DNVP) de 1921 à 1933.